# Nordelbische Evangelisch-Lutherische Kirche
Die Nordelbische Evangelisch-Lutherische Kirche (NEK), manchmal kurz „Nordelbien“ genannt, war eine evangelisch-lutherische Kirche, die von 1977 bis 2012 existierte. Sie ging zu Pfingsten 2012 in der Evangelisch-Lutherischen Kirche in Norddeutschland („Nordkirche“) auf.
Die Nordelbische Kirche war eine von 22 Gliedkirchen (Landeskirchen) der Evangelischen Kirche in Deutschland (EKD). Wie alle Landeskirchen war sie eine Körperschaft des öffentlichen Rechts. Die Kirche hatte 2.019.243 Mitglieder (Stand: 2010) in 594 Kirchengemeinden und war eine der lutherischen Kirchen innerhalb der EKD. Sie war ferner Mitglied der Vereinigten Evangelisch-Lutherischen Kirche Deutschlands (VELKD).
Die Bischofskirchen der Nordelbischen Evangelisch-Lutherischen Kirche waren der Schleswiger Dom (St. Petri) und die Hauptkirche St. Michaelis in Hamburg, bis 2008 auch der Lübecker Dom. Bis Ende 2003 unterhielt die Landeskirche eine Evangelische Akademie in Bad Segeberg beziehungsweise Hamburg.

## Gebiet der Landeskirche
Das Gebiet der Nordelbischen Evangelisch-Lutherischen Kirche umfasste die Bundesländer Hamburg und Schleswig-Holstein mit Ausnahme der Evangelisch-Lutherischen Domgemeinde in Ratzeburg (Schleswig-Holstein), die zur Evangelisch-Lutherischen Landeskirche Mecklenburgs gehörte. Darüber hinaus waren die Evangelisch-lutherische Erlösergemeinde Vahrendorf (Gemeinde Rosengarten) in Niedersachsen und die deutschsprachige Minderheiten-Kirchengemeinde der deutschen Nordschleswiger in Dänemark Teil der Nordelbischen Kirche.

## Geschichte

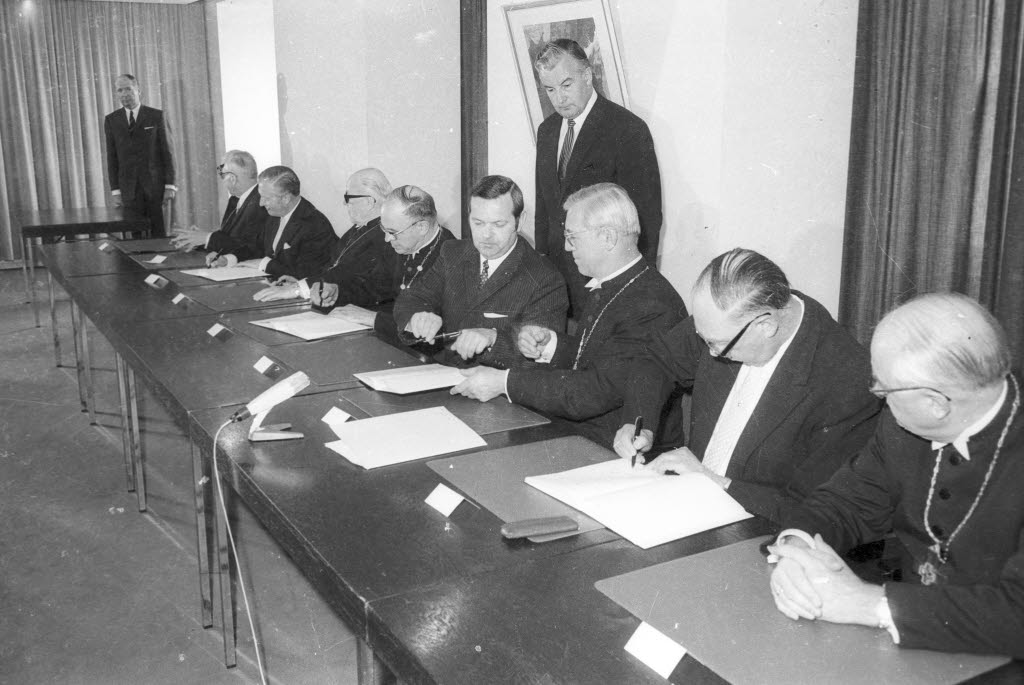
Unterzeichnung des Gründungsvertrages im Kieler Schloss (1970)

Insbesondere Heinrich Meyer, der Bischof der Evangelisch-Lutherischen Kirche in Lübeck, setzte sich Anfang der 1970er Jahre für eine bessere Zusammenarbeit der vier evangelischen Landeskirchen in den Gebieten nördlich der Elbe ein. Die Nordelbische Evangelisch-Lutherische Kirche wurde am 1. Januar 1977 durch Vereinigung von vier selbständigen Landeskirchen und eines Kirchenkreises einer weiteren fünften Landeskirche gebildet. Dabei handelte es sich um die Evangelisch-Lutherische Kirche im Hamburgischen Staate, die Evangelisch-Lutherische Kirche in Lübeck, die Evangelisch-Lutherische Landeskirche Schleswig-Holsteins und die Evangelisch-Lutherische Landeskirche Eutin sowie den Kirchenkreis Harburg der Evangelisch-lutherischen Landeskirche Hannovers. Die Initiative zur Fusion dieser Landeskirchen ging von der Schleswig-Holsteinischen Kirche aus, deren Synode bereits 1956 einen entsprechenden Beschluss gefasst hatte. Doch dauerte es noch 20 Jahre, bis die Verfassung der Nordelbischen Evangelisch-Lutherischen Kirche vom 12. Juni 1976 in Kraft trat. Zuvor war mit dem Vertrag über die Bildung der Nordelbischen Evangelisch-Lutherischen Kirche vom 1. Juli 1970 die NEK entstanden.

### Evangelisch-Lutherische Kirche im Hamburgischen Staate
Die Evangelisch-Lutherische Kirche im Hamburgischen Staate bestand bis 1860 aus dem Stadtgebiet der Stadt Hamburg. Im Rahmen der dann folgenden Ausdehnung der Stadt behielt sie aber ihr Gebiet bei. Erst die Kirchenfusion von 1977 brachte eine neue Grenzziehung, die das Stadtgebiet von Hamburg mit einigen nördlichen Gemeinden im schleswig-holsteinischen Kreis Stormarn im Sprengel Hamburg der neu gebildeten Landeskirche vereinigte.
Mit der Fusion 1977 ging der Hauptteil der Evangelisch-Lutherischen Kirche im Hamburgischen Staate im neu gebildeten Sprengel Hamburg auf. Der bisherige Landesbischof von Hamburg wurde somit Bischof des neu entstandenen Sprengels Hamburg. Die Bischofskanzlei wurde auch nach Fusion mit anderen Zuständigkeiten weitergeführt. Letzter Landesbischof war Hans-Otto Wölber, der ab 1977 Bischof des neu umschriebenen Sprengels Hamburg wurde.

### Evangelisch-Lutherische Kirche im Lübeckischen Staate
Die Ursprünge der Evangelisch-Lutherischen Kirche in Lübeck lagen im ursprünglich katholischen Hochstift Lübeck, das seit 1163 existierte. Seit der Reformation im Jahr 1530 war die Hansestadt Lübeck evangelisch, das Gebiet der Stadt und das Kirchengebiet waren identisch. An der Spitze der Kirche stand der von der Landessynode gewählte Senior, der ab 1934 den Titel „Bischof“ erhielt. Die 31 Gemeinden wurden bei der Fusion 1977 als Propstei (heute Kirchenkreis) ein Teil des neu umschriebenen Sprengels Holstein-Lübeck. Letzter Bischof der Landeskirche Lübeck war Karlheinz Stoll. Mit Elisabeth Haseloff ließ die Evangelisch-Lutherische Kirche in Lübeck 1958 die erste Pastorin in Deutschland zu, die dieselben Rechte wie ihre Kollegen hatte.

### Evangelisch-Lutherische Landeskirche Schleswig-Holsteins
Die Evangelisch-Lutherische Landeskirche Schleswig-Holsteins bestand aus den Gebieten der Länder Schleswig und Holstein. Beide gingen nach dem Ende der dänischen Verwaltung 1867 an Preußen. Preußen gründete für die damalige Provinz eine Landeskirche mit einem gemeinsamen Landeskonsistorium. Die Kirche wurde 1876 durch das bisherige Herzogtum Lauenburg ergänzt, das als Landessuperintendentur eingegliedert wurde. Der Landessuperintendent von Lauenburg nahm in seinem Wirkungskreis bischöfliche Aufgaben wahr.
Weltlicher Leiter der Kirche war der Präsident des Konsistoriums, geistliche Leiter der Kirche waren die beiden Generalsuperintendenten, später Bischöfe, von Schleswig (Sitz in Schleswig) und Holstein (Sitz in Kiel), die den gleichnamigen beiden Sprengeln der Kirche vorstanden.
Die Machtübernahme der Nationalsozialisten am 30. Januar 1933 führte auch in der schleswig-holsteinischen Landeskirche zu dem Versuch der Deutschen Christen, die Kirche im Sinne der NSDAP „gleichzuschalten“. Auf der „braunen Synode“ am 12. September 1933 in Rendsburg, auf der sie die Mehrheit hatten, zwangen sie die Bischöfe Eduard Völkel (Schleswig) und Adolf Mordhorst (Holstein) zum Rücktritt und erhoben den DC-Pastor Adalbert Paulsen zum alleinigen Landesbischof. Nach dem „Führerprinzip“ regierte der Landesbischof allein mit Unterstützung des Landeskirchenausses und des Konsistoriums. Nach dem Zusammenbruch der nationalsozialistischen Diktatur 1945 gab Paulsen sein Amt auf. Mit der Wahl von Wilhelm Halfmann zum Bischof für Holstein (1946) und Reinhard Wester zum Bischof für Schleswig (1947) kehrte man zu der alten Ordnung zurück.
Die letzten Bischöfe der Landeskirche waren Alfred Petersen (Schleswig) sowie Friedrich Hübner, der ab 1977 Bischof von Holstein-Lübeck war.
Mit der Fusion 1977 wurde der Sprengel Holstein der bisherigen Schleswig-Holsteinischen Landeskirche neu umschrieben. Er wurde um die Propsteien der bisherigen Evangelischen Landeskirche Eutin sowie der Evangelischen Kirche in Lübeck erweitert, musste aber seine südlichen Bereiche, die seit 1952 als Landespropstei Südholstein einen eigenen Sprengel gebildet hatten, an den Sprengel Hamburg abgeben. Seine neue Bezeichnung war Sprengel Holstein-Lübeck.

### Evangelisch-Lutherische Landeskirche Eutin
Die Evangelisch-Lutherische Landeskirche Eutin ging nach dem Ersten Weltkrieg aus einem Teil der oldenburgischen Kirche hervor. Ihr Gebiet bestand in etwa aus dem weltlichen Herrschaftsgebiet der Fürstbischöfe von Lübeck, dem ehemaligen Hochstift Lübeck, das 1803 als Fürstentum Lübeck säkularisiert wurde.
Letzter Bischof der Landeskirche Eutin war Wilhelm Kieckbusch. Vor der Fusion umfasste die Landeskirche etwa 20 Gemeinden. Bis 2009 bildeten diese Gemeinden eine Propstei (heute Kirchenkreis) innerhalb des Sprengels Holstein-Lübeck.

### Kirchenkreis Harburg
Der Kirchenkreis Harburg war Teil der Evangelisch-lutherischen Landeskirche Hannovers. Als es in den 1970er Jahren um die Neubildung der Landeskirchen in Nordelbien ging, beteiligte sich auch der Kirchenkreis Harburg an der Diskussion. Dies lag daran, dass die ehemalige Stadt Harburg infolge des Groß-Hamburg-Gesetzes seit 1937 zur Stadt Hamburg gehörte, kirchlich jedoch bei Hannover verblieben war. Man wollte die politischen und kirchlichen Grenzen möglichst vereinheitlichen. So beteiligte sich der Kirchenkreis Harburg an der Fusion und wurde danach ein Kirchenkreis im Sprengel Hamburg der neuen Kirche. Im Gegenzug gab die Ev.-Luth. Kirche im Hamburgischen Staate ihre Gemeinden in Cuxhaven, das bis 1937 zu Hamburg gehört hatte, an die hannoversche Landeskirche ab. Erstmals seit 1937 gehörte somit die gesamte Stadt Hamburg (wieder) zu einer einheitlichen evangelischen Landeskirche.

### Von Nordelbien zur Nordkirche
Seit April 2007 liefen offizielle Sondierungsgespräche mit der Evangelisch-Lutherischen Landeskirche Mecklenburgs und der Pommerschen Evangelischen Kirche über eine Fusion zu einer vereinigten evangelischen Nordkirche im deutschen Ostseeraum, am 5. Februar 2009 wurde ein Fusionsvertrag unterzeichnet, der die Bildung der neuen Landeskirche vorsieht, am 28. März 2009 stimmte die Synode in Rendsburg mit 102 Stimmen der 128 Synodalen für die Fusion. Vom 29. bis 31. Oktober 2010 tagte in Travemünde die Verfassunggebende Synode der Nordkirche, die in der 1. Lesung der neuen Verfassung und des Einführungsgesetzes auch den Namen „Evangelisch-Lutherische Kirche in Norddeutschland (Nordkirche)“ festlegte.

## Leitung der Nordelbischen Evangelisch-Lutherischen Kirche

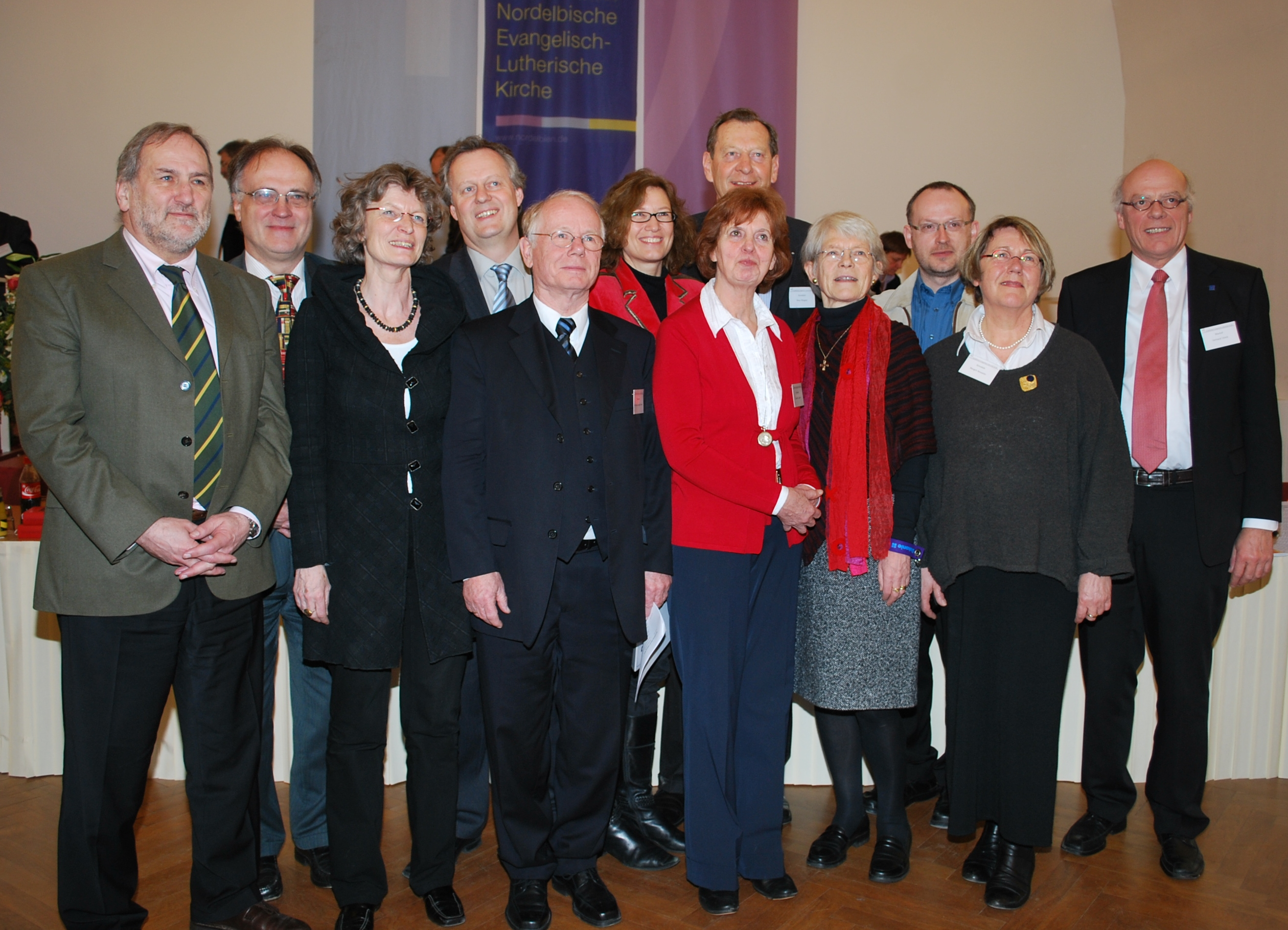
Die im Februar 2010 gewählte Kirchenleitung, mit Bischöfin Maria Jepsen (4. von rechts) und Bischof Gerhard Ulrich (ganz rechts).

An der Spitze der Nordelbischen Evangelisch-Lutherischen Kirche stand die Kirchenleitung, die aus zehn von der Synode für sechs Jahre gewählten Mitgliedern sowie aus dem Bischofskollegium bestand. Einer der beiden Bischöfe hatte den Vorsitz der Kirchenleitung inne. Nach Vollendung ihres 65. Lebensjahres traten die Bischöfe in der Regel in den Ruhestand.
Bischöfe
- Sprengel Hamburg und Lübeck (seit 1. Oktober 2008)
  - 2008 bis 16. Juli 2010: Maria Jepsen, war bereits seit 1992 Bischöfin von Hamburg.
  - 2010–2011: Propst Jürgen Bollmann übernahm das Amt des ständigen bischöflichen Vertreters nach Jepsens Rücktritt[8] kommissarisch.[9]
  - ab 15. November 2011: Kirsten Fehrs wurde am 17. Juni 2011 von der Nordelbischen Synode in der Hauptkirche Sankt Michaelis zur neuen Bischöfin gewählt.[10]
- Sprengel Schleswig und Holstein (seit 1. Oktober 2008)
  - seit 2008: Gerhard Ulrich
  - seit 2009: Gothart Magaard, zunächst als Bischöflicher Bevollmächtigter für den Sprengel Schleswig und Holstein, nach der Einführung von Ulrich als Landesbischof der Nordkirche als Bischofsvertreter, am 11. Mai 2014 zum Bischof gewählt

Frühere Sprengel (bis 30. September 2008):
- Sprengel Hamburg
  - 1977–1983: Hans-Otto Wölber bis 1977 noch Bischof von Hamburg
  - 1983–1992: Peter Krusche
  - 1992–2008: Maria Jepsen, dann Bischöfin von Hamburg und Lübeck
- Sprengel Holstein-Lübeck (Sitz Lübeck)

- - 1964–1981: Friedrich Hübner, bis 1977 noch Bischof von Holstein in Kiel
  - 1981–1991: Ulrich Wilckens
  - 1991–2001: Karl Ludwig Kohlwage
  - 2001–2008: Bärbel Wartenberg-Potter
- Sprengel Schleswig

- - 1967–1978: Alfred Petersen, bis 1977 noch Bischof von Schleswig
  - 1979–1990: Karlheinz Stoll
  - 1991–2008: Hans Christian Knuth
  - 2008–2008: Gerhard Ulrich

Vorsitzender der Kirchenleitung war von 2004 bis 2008 der Schleswiger Bischof Hans Christian Knuth. Mit der Wahl von Gerhard Ulrich zu Knuths Nachfolger setzte die Nordelbische Kirche zum 1. Oktober 2008 das neue Bischofsmodell mit einem erweiterten Sprengel Schleswig und Holstein sowie dem veränderten Sprengel Hamburg-Lübeck um. Gerhard Ulrich wurde somit Bischof von Schleswig und Holstein, Maria Jepsen Bischöfin von Hamburg und Lübeck (bis zum 16. Juli 2010).
Im Mai 2009 sollte zudem ein Leitender Bischof mit Sitz in Kiel gewählt werden. Mit dem Fusionsvertrag vom Februar 2009 verzichtete die Nordelbische Kirche jedoch auf diese Besetzung.

## Landessynode
Als „Parlament“ hatte die Landeskirche eine Synode. Deren Mitglieder, die Synodalen, werden von den Kirchenkreissynoden, von den Mitarbeitern und aus den Diensten und Werken gewählt; ein Teil der Synodalen wird berufen. Ihr Vorsitzender war der Präsident der Synode, zuletzt Hans-Peter Strenge. Die Synode tagt in der Regel zweimal im Jahr, aufgrund der Fusionsvorbereitungen aber in den letzten Jahren deutlich häufiger. Ihre Aufgaben sind ähnlich wie die von politischen Parlamenten.

## Leitung und Verwaltung der Landeskirche

### Nordelbisches Kirchenamt und Verwaltungshierarchie
Die Kirchenleitung hat ihren Sitz in Kiel und führt die Aufsicht über das von einem Präsidenten geleitete Nordelbische Kirchenamt. Neben dem Präsidenten gehören sieben für die verschiedenen Dezernate verantwortlichen Oberkirchenräte, weitere Referenten sowie Mitarbeiter zum Kirchenamt. Es ist für die Ausführung der Kirchengesetze und Kirchenleitungsbeschlüsse verantwortlich und führt die Aufsicht über die nachgeordneten Verwaltungen.
Präsidenten des Nordelbischen Kirchenamts
- 1975–1984: Horst Göldner
- 1984–2002: Klaus Blaschke
- 2002–2012: Frauke Hansen-Dix

Die Kirchenleitung vertrat die Nordelbische Kirche in der Öffentlichkeit und leitete sie im Rahmen der Beschlüsse der Synode. Sie führte außerdem die Aufsicht über das Nordelbische Kirchenamt. Sie war neben dem Bischofskollegium und der Synode eines der Hauptorgane der NEK.
In der Verwaltungshierarchie war die Nordelbische Kirche von unten nach oben aufgebaut: An der Basis standen die Kirchengemeinden als Körperschaften des öffentlichen Rechts mit gewählten Kirchenvorständen und den Pastoren. Die Kirchenvorstände wurden von den Gemeindegliedern gewählt. Weitere Kirchenvorsteher wurden berufen. Der Kirchenvorstand lud alle konfirmierten Gemeindemitglieder mindestens einmal jährlich zur Gemeindeversammlung ein.
Mehrere Kirchengemeinden bildeten zusammen einen Kirchenkreis (in der allgemeinen Verwaltung einem Landkreis vergleichbar), an dessen Spitze ein Propst steht; in großen Kirchenkreisen gab es teilweise auch mehrere Pröpste. Die Kirchenkreise waren ebenfalls Körperschaften des öffentlichen Rechts und hatten als Gremium die Kirchenkreissynode mit einem Kirchenkreisvorstand. Die Mitglieder der Kirchenkreissynode wurden von den jeweiligen Kirchenvorständen der Kirchengemeinden gewählt. Einige Synodale wurden auch berufen.
Mehrere Kirchenkreise bildeten zusammen einen Sprengel, an dessen Spitze ein Bischof stand. Der Sprengelbeirat unterstützte den Bischof in der Wahrnehmung seiner geistlichen Aufgaben. Die beiden Sprengel bildeten zusammen die Landeskirche (in der allgemeinen Verwaltung dem Bundesland vergleichbar).

### Sprengel mit ihren Kirchenkreisen (seit 2009)
Die Nordelbische Kirche bestand seit einer Strukturreform im Jahr 2009 aus zwei Sprengeln mit zusammen 11 Kirchenkreisen und 594 Kirchengemeinden. Davor gab es 23 Kirchenkreise
- Sprengel Schleswig und Holstein:
  - Altholstein (dem Kirchenkreis Altholstein gehören mit Holtenau und Pries/Friedrichsort auch zwei Gemeinden in Südschleswig an.)
  - Dithmarschen
  - Nordfriesland
  - Ostholstein
  - Plön-Segeberg
  - Rantzau-Münsterdorf
  - Rendsburg-Eckernförde
  - Schleswig-Flensburg
- Sprengel Hamburg und Lübeck:
  - Hamburg-Ost (dem Kirchenkreis Hamburg-Ost gehört mit der Gemeinde Vahrendorf auch eine Gemeinde in Niedersachsen an)
  - Hamburg-West/Südholstein
  - Lübeck-Lauenburg (die Domgemeinde Ratzeburg gehört seit 1554 der Mecklenburgischen Landeskirche an)

Zum Sprengel Schleswig und Holstein gehörte auch die Nordschleswigsche Gemeinde, eine deutschsprachige Gemeinde mit mehreren Pfarrstellen in Dänemark, die dort den rechtlichen Status einer „Freigemeinde“ hat.
Von 1977 bis 2008 verteilten sich 27 Kirchenkreise auf drei Sprengel:
- Sprengel Hamburg: Alt-Hamburg, Altona, Blankenese, Harburg, Niendorf, Stormarn
- Sprengel Holstein-Lübeck: Eutin, Kiel, Herzogtum Lauenburg, Lübeck, Münsterdorf, Neumünster, Oldenburg in Holstein, Pinneberg, Plön, Rantzau, Segeberg
- Sprengel Schleswig: Angeln, Eckernförde, Eiderstedt, Flensburg, Husum-Bredstedt, Norderdithmarschen, Rendsburg, Schleswig, Süderdithmarschen, Südtondern

### Kirchengemeinden
Die Kirchenkreise bestanden aus insgesamt 594 Kirchengemeinden. Im Laufe der vergangenen Jahre hatte sich die Zahl der Kirchengemeinden zunächst stark erhöht, indem meist in Städten durch Zuzüge die Kirchengemeinden so groß wurden, dass man sie aufteilte und damit neue Kirchengemeinden entstanden. Später wurden viele Kirchengemeinden wieder zu größeren zusammengeschlossen. Die Verteilung der Kirchengemeinden auf die drei Sprengel war wie folgt:
- Sprengel Hamburg und Lübeck: 226 Kirchengemeinden
- Sprengel Schleswig und Holstein: 368 Kirchengemeinden

## Nordelbienkreuz
Seit dem 23. November 2007 verwendete die Nordelbische Kirche ein eigenständig konzipiertes Logo. In abstrakter Weise wurden zwei für die Nordelbische Kirche charakteristische Symbole miteinander verbunden: zum einen das Kreuz, das traditionell als Symbol für die Kirche Jesu Christi steht, und zum anderen das Segel als Zeichen einer modernen und lebendigen Kirche zwischen den Meeren, +). Die abstrakte Gestaltungsweise des Nordelbienkreuzes erlaubte eine Darstellung auf allen Tastaturen, ähnlich einem Emoticon.

## Partnerschaften
Die Nordelbische Evangelisch-Lutherische Kirche war partnerschaftlich mit einer Reihe von Kirchen und Christenräten in aller Welt verbunden. Die Partnerschaftsarbeit wurde entweder vom Nordelbischen Missionszentrum (Hamburg) oder das Ökumenedezernat (Kiel) organisiert, gepflegt wurden die Beziehungen u. a. durch Gemeinde- und Kirchenkreispartnerschaften, Personalaustausch (Ökumenische Mitarbeit), Praktikums- und Stipendienprogramme (Der Andere Blick, Ökumenisch-missionarisches Stipendium) und das Christian-Jensen-Kolleg (Breklum).
Partnerschaften bestanden mit folgenden Kirchen/Christenräten:

### Asien
- Assam-Diözese der Evangelisch-Lutherischen Kirche in den Himalaya-Staaten (Indien)
- Christenrat der Autonomen Region Guangxi (VR China)
- Evangelisch-Lutherische Jeypore-Kirche (Orissa, Indien)
- Evangelisch-Lutherische Kirche in Jordanien und im Heiligen Land (Israel/Palästina)
- Evangelisch-Lutherische Kirche von Papua-Neuguinea
- Lutherische Kirche auf den Philippinen
- Lutherische Philip-Haus-Kirche (Hongkong, VR China)
- Nationaler Chinesischer Christenrat
- Vereinigte Evangelisch-Lutherische Kirche in Indien

### Afrika
- Evangelisch-Lutherische Kirche in Tansania (ELCT)
- Evangelisch-Lutherische Kirche in der Demokratischen Republik Kongo
- Kenianische Evangelisch-Lutherische Kirche (KELC)

### Lateinamerika
- Ev. Kirche Luth. Bekenntnisses in Brasilien
- Lutherische Kirche El Salvadors

### Europa
- Estnische Evangelisch-Lutherische Kirche
- Evangelisch-Lutherische Kirche in Litauen
- Evangelisch-Lutherische Kirche in Russland und anderen Staaten
- Evangelisch-Lutherische Kirche Lettlands
- Kirche von England (Diözese Ely und Durham)
- Protestantische Kirche der Niederlande
- Russisch-Orthodoxe Kirche (Eparchie St. Petersburg)

## Gesangbücher
Zum Zeitpunkt der Fusion 1977 war das Evangelische Kirchengesangbuch – Ausgabe für die Evangelisch-lutherischen Landeskirchen Schleswig-Holstein-Lauenburg, Hamburg, Lübeck und Eutin, Hamburg, ab 1950/53 eingeführt, gültig. In neueren Ausgaben trug das Gesangbuch den Titel Evangelisches Kirchengesangbuch – Ausgabe für die Nordelbische Evangelisch-Lutherische Kirche.
Seit 1994 sangen die Gemeinden aus dem Evangelischen Gesangbuch – Ausgabe für die Nordelbische Evangelisch-Lutherische Kirche; Hamburg und Kiel 1994.
Daneben wurden mit Loow nü e Hiire und Op goden Kurs auch Gesangbücher in friesischer und niederdeutscher Sprache verwendet.

## Schließungen von Kirchen
Seit dem ersten Jahrzehnt des 21. Jahrhunderts kommt es speziell in Hamburg, aber zuletzt auch in kleineren Landgemeinden zu Gemeindefusionen und zunehmend auch zu Kirchenschließungen. Seitens der Kirchenverwaltungen wird zur Begründung häufig auf rückläufige Kirchensteuermittel und Mitgliedszahlen verwiesen. Die Gebäude werden an andere Glaubensgemeinschaften abgetreten oder sogar abgerissen. Die Mitgliedschaft in der Nordelbischen Kirche sank von 1940 bis 2011 in Hamburg von 80 % der Bevölkerung auf 29 % und in Schleswig-Holstein von 90 % auf 51 %. Die Ursache für diesen Mitgliederverlust ist die zunehmende existentielle Sicherheit in der deutschen Bevölkerung.

## Kindesmissbrauch
Im Juni 2010 wurde öffentlich bekannt, dass ein Pastor der Kirchengemeinde Ahrensburg von Ende der 1970er- bis Mitte der 1980er-Jahre mehrere Mädchen und Jungen sexuell missbraucht haben soll. Das Kirchenamt versetzte den Pfarrer nach Bekanntwerden der ersten Vorwürfe im Jahr 1999 als Gefängnispfarrer in die Jugendstrafanstalt Schleswig. Ein Disziplinarverfahren wurde nicht eingeleitet. Später wurde der Pastor in den vorzeitigen Ruhestand versetzt. Nachdem Der Spiegel am 10. Juli 2010 berichtet hatte, dass die Bischöfin im Sprengel Hamburg-Lübeck, Maria-Jepsen, bereits 1999 über sexuelle Übergriffe des Pastors aus Ahrensburg an Minderjährigen in ihrer Kirche informiert worden sein soll und nichts dagegen unternommen habe, trat diese am 16. Juli 2010 von ihrem Amt als Bischöfin zurück. Jepsen sagte aus, nicht über die Missbrauchsfälle informiert gewesen zu sein, was jedoch im Widerspruch zu Aussagen unter anderem der früheren Pröpstin Emse steht.
Auch gegen einen zweiten Ahrensburger Pfarrer wird in einem kirchlichen Disziplinarverfahren ermittelt. Als Konsequenz der Vorfälle stellte die nordelbische Kirche im August 2010 zwei Ombudsfrauen für Opfer sexualisierter Gewalt ein. Die örtliche Kirchengemeinde bat die Opfer im Sommer 2010 indes um Verzeihung. In einem offenen Brief an Bischof Ulrich vom Oktober 2010 kritisierte die Betroffeneninitiative den Umgang der Landeskirche und insbesondere des Bischofs mit den Opfern. Die Bürgerinitiative „Rückkehr zur Vernunft“ kritisiert das Vorgehen des Kirchenvorstandes in der Aufklärung der Vorfälle als „unprofessionell“ und als Beteiligung „an einer öffentlichen Hetzjagd“. Weiterhin kritisiert die Initiative, dass mehrere Mitglieder des Kirchenvorstandes schon zu der Zeit der Vorfälle Mitglied des Kirchenvorstandes waren und daher keine Neutralität in diesen Fällen vorliege, die für eine inhaltliche Aufarbeitung der Missbrauchsvorwürfe notwendig sei.
Im März 2009 wurde einem Lütjenseer Kirchenmusiker fristlos gekündigt, als der Kirche bekannt wurde, dass er im April 2008 wegen des Besitzes von kinderpornographischen Schriften zu einer sechsmonatigen Freiheitsstrafe verurteilt wurde.